# Polyposthiidae
Polyposthiidae är en familj av plattmaskar. Enligt Catalogue of Life ingår Polyposthiidae i ordningen Polycladida, klassen Turbellaria, fylumet plattmaskar och riket djur, men enligt Dyntaxa är tillhörigheten istället fylumet plattmaskar och riket djur.
Kladogram enligt Catalogue of Life och Dyntaxa:
| Polyposthiidae | \| \| Cryptocelides \| \| \| \| \| \| Polyposthia \| \| \| \| |
|                | \| \| Cryptocelides \| \| \| \| \| \| Polyposthia \| \| \| \| |
|                | Callioplanidae                                                |
|                |                                                               |
|                | Cestoplanidae                                                 |
|                |                                                               |
|                | Cryptocelidae                                                 |
|                |                                                               |
|                | Emprosthoparnygidae                                           |
|                |                                                               |
|                | Euryleptidae                                                  |
|                |                                                               |
|                | Hoploplanidae                                                 |
|                |                                                               |
|                | Latocestidae                                                  |
|                |                                                               |
|                | Leptoplanidae                                                 |
|                |                                                               |
|                | Pericelidae                                                   |
|                |                                                               |
|                | Planoceridae                                                  |
|                |                                                               |
|                | Plehniidae                                                    |
|                |                                                               |
|                | Prosthiostomidae                                              |
|                |                                                               |
|                | Pseudoceritidae                                               |
|                |                                                               |
|                | Stylochidae                                                   |
|                |                                                               |
|                | Cryptocelides                                                 |
|                |                                                               |
|                | Polyposthia                                                   |
|                |                                                               |

|  | Cryptocelides |
|  |               |
|  | Polyposthia   |
|  |               |